# Vermelho Sangue
Vermelho Sangue é o sexto trabalho do rapper brasileiro Dalsin, lançado em 2016 no formato de álbum de estúdio. Contém dez faixas, descritas a seguir.

## Faixas
1. On Hell
2. Artifícios
3. Amém
4. 710
5. Paracetaloka
6. Bahamas
7. Fogo
8. Cara de Sorte
9. Caviar e Cocaína II
10. Vermelho Sangue